# Chrysodeixis taiwani
Chrysodeixis taiwani är en fjärilsart som beskrevs av Claude Dufay 1974. Chrysodeixis taiwani ingår i släktet Chrysodeixis och familjen nattflyn. Inga underarter finns listade i Catalogue of Life.

## Bildgalleri

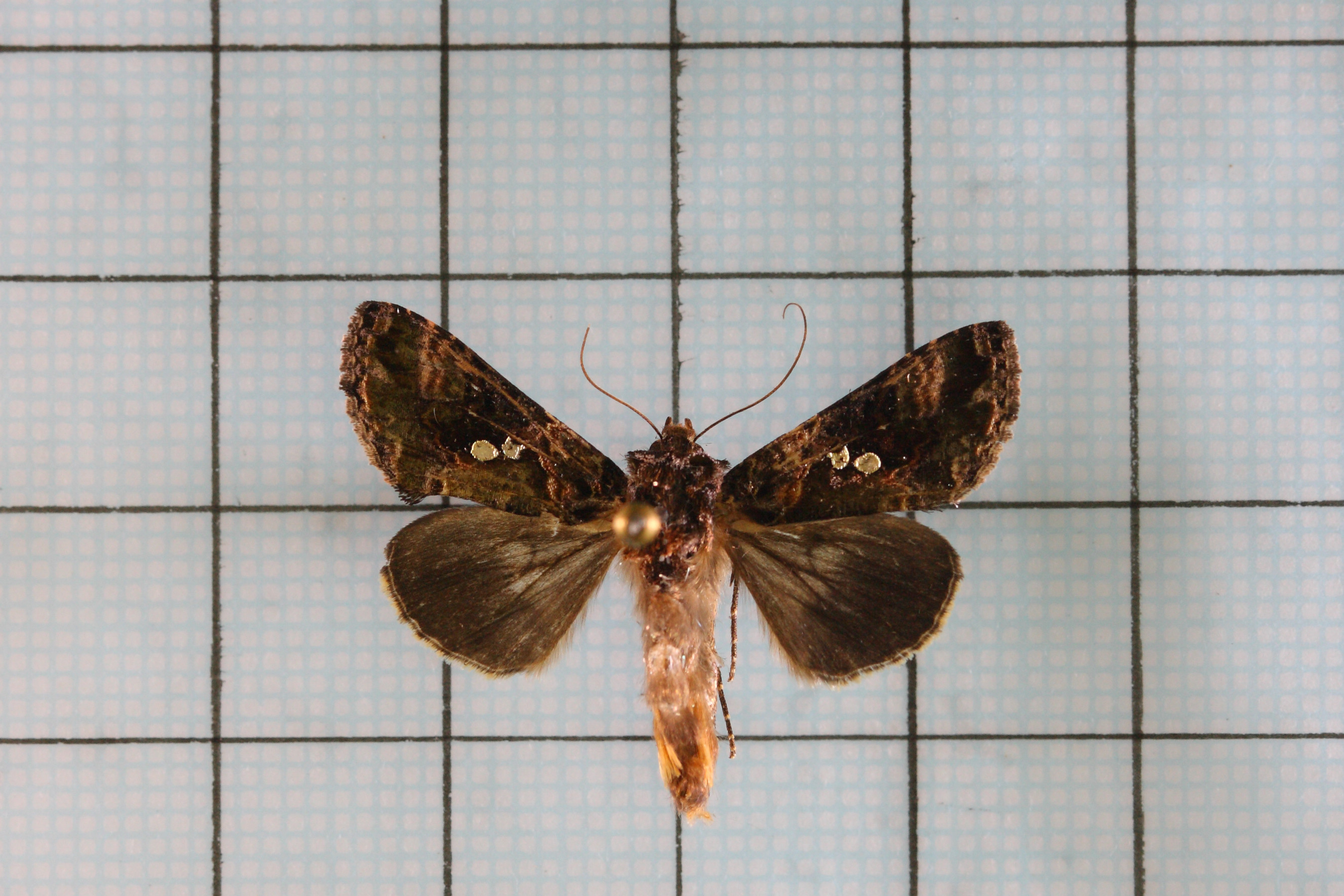